# Гальдамес, Бенхамин
Бенхамин Игнасио Гальдамес Мильян (исп. Benjamín Ignacio Galdames Millán; род. 24 февраля 2001, Сантьяго) — мексиканский футболист, полузащитник клуба «Унион Эспаньола».
Гальдамес — сын известного чилийского футболиста Пабло Гальдамеса.

## Клубная карьера
Гальдамес — воспитанник чилийского клуба «Унион Эспаньола». 24 ноября 2018 года в матче против «Депортес Антофагаста» дебютировал в чилийской Примере.